# Доктор Фауст (роман)
Доктор Фауст је немачки роман који је написао Томас Ман, започет 1943. и објављен 1947. као Doktor Faustus: Das Leben des deutschen Tonsetzers Adrian Leverkühn, erzählt von einem Freunde („Доктор Фауст: Живот немачког композитора, Адриана Леверкуна, коју је испричао пријатељ").

## Окосница
Роман је преобликовање легенде о Фаусту смештене у контекст прве половине 20. века и превирања Немачке у том периоду. Прича се усредсређује на живот и рад (фиктивног) композитора Адријана Леверкуна. Наратор је Леверкунов пријатељ из детињства Серенус Цајтблом, који пише у Немачкој између 1943. и 1946. године.
Леверкунов изузетан интелект и креативност као младог човека означавају га као предодређеног за успех; његова амбиција је велика. Он склапа фаустовску погодбу за креативни геније: намерно оболи од сифилиса, који продубљује његову уметничку инспирацију кроз лудило. Потом га посећује мефистофелеско биће (које каже, у ствари, „ако ме видиш само зато што си љут, не значи да ја заиста не постојим“  ), и, одричући се љубави, продаје своју душу у замену за двадесет четири године генија. Његово лудило – његова демонска инспирација – води до изванредне музичке креативности (која је паралелна са стварним иновацијама Арнолда Шенберга).
Леверкунов живот се одвија у контексту, и паралелно са немачким културним и политичким окружењем које је довело до успона и пропасти нацистичке Немачке. Али предиспонирајући услови за Леверкунов пакт са ђаволом постављени су у карактеру, и у уметничком животу, самим уметничким процесима, а не само као политичка алегорија. Преплитање слојева између историјске ситуације приповедача, напретка Леверкуновог лудила и средњовековних легенди са којима се Леверкун свесно повезује чини изузетно богату симболичку мрежу, двосмислену сложеност која се не може свести на једно тумачење.

## Радња
Порекла приповедача и протагонисте у измишљеном градићу Кајзерсашерн на Залеу, име Цајтбломовог оца апотекара, Волгемута, и опис Адријана Леверкуна као старомодног немачког типа, са ликовима „из времена пре Тридесетогодишњег рата“, евоцирају стару пост-средњовековну Немачку. По свом католичком и лутеранском пореклу и теолошким студијама, они су наследници немачке ренесансе и света Дирера и Баха.
Њих буди музичко знање Вендела Кречмара, немачко- америчког предавача и музиколога који посећује Кајзерсашерн. Након заједничког школовања, оба дечака студирају у Халеу – Адријан студира теологију; Цајтблом не, већ учествује у дискусијама са студентима теологије – али Адријан постаје заокупљен музичком хармонијом, контрапунктом и полифонијом као кључем за метафизику и мистичне бројеве, и прати Кречмара у Лајпциг да учи са њим.
Зајтблом описује „са религиозним дрхтањем“ Адријанов загрљај са женом која га је заразила сифилисом (којој Адријан даје име „Есмералда“ по лептиру који фасцинира његовог оца), како је њено име унео у своје композиције шифрама и како су медицинари који су тражили да га излече, сви су били спречени да излече мистериозне и смртоносне интервенције. Цајтблом почиње да уочава демонско, док Адријан развија друга пријатељства, прво са преводиоцем Рудигером Шилднапом, а затим након пресељења у Минхен са згодним младим виолинистом Рудијем Швердфегером, г-ђом Роде и њеним ћеркама Кларисом и Инес, нумизматичарем по имену др. Краних, и два уметника по имену Лео Цинк и Баптист Спенглер.
Цајтблом, међутим, инсистира на јединственој блискости сопственог односа са Адријаном, јер он остаје једина особа којој се композитор обраћа фамилијарном заменицом.  Адријан упознаје породицу Швајгестил у Фајферингу у селу, сат времена од Минхена, који касније постаје његов стални дом и уточиште. Ман је базирао Пфајферинг на стварном баварском граду Полинг.
Живи у Палестрини у Италији са Шилднапом  1912. године, а Цајтблом их посећује. Управо тамо Адријан, који ради на музици за оперску адаптацију Шекспирове књиге Изгубљени рад љубави, води дуги дијалог са фигуром Мефистофелеса која се појављује било објективно или из његове напаћене душе. На овим централним страницама, упоришном тачком приче, Цајтблом представља Адријанов ток разговора. Демон, говорећи на архаичном немачком, сматра Есмералду инструментом којим заробљава Адријана и нуди му двадесет четири године живота као генија – наводни период инкубације његовог сифилиса – ако се одрекне топлине љубави. Дијалог открива анатомију Леверкунове мисли.
Адријан се потом за стално сели у Фајферинг и у разговорима са Цајтбломом признаје мрачнији поглед на живот. Појављују се фигуре демонског типа, попут др Хајма Брајзахера, да збаце идоле старије генерације.
Адријан почиње да пати од повраћања, главобоље и мигрене, али производи нову и финију музику, припремајући пут свом великом делу, ораторијуму Apocalypsis cum Figuris (Апокалипса са фигурама ). Швердфегер се увлачи у Адријанову самоћу, тражећи виолински концерт који би био као потомак њиховог платонског савеза.
До августа 1919. Адријан је завршио скицу Апокалипсе. Појављује се и нови круг интелектуалних пријатеља, укључујући стручњака за уметност; палеозоологе; историчара књижевности; Диреровог стипендисту; и песника. У својим расправама изјављују потребу одрицања од буржоаске мекоће и припреме за доба предсредњовековне суровости. Адријан пише Цајтблому да је колективизам права антитеза буржоаске културе; Цајтблом примећује да је естетизам весник варварства.
Апокалипса се изводи у Франкфурту 1926. под вођством Ота Клемперера са 'Ербеом' као наратором Светог Јована. Цајтблом описује дело као испуњено чежњом без наде, са пакленим смехом пренетим и преображеним чак и у жарке тонове сфера и анђела.
Адријан, продуцирајући концерт који је Руди тражио, покушава да избегне свој уговор и добије жену тако што ангажује Рудија као гласника своје љубави. Она, међутим, више воли самог Рудија, а не Адријана. Убрзо потом Инес из љубоморе убије Рудија у трамвају. Док Адријан почиње да планира други ораторијум Оплакивање доктора Фауста, 1928. године, дете његове сестре Непомук шаљу да живи са њим. Дечака, који себе назива "Ехо", сви воле.
Док се у Адријановом уму развија дело гигантских димензија, дете се разболи и умире, а Адријан, очајан, верује да га је гледајући у њега с љубављу, кршећи уговор, убио отровним и пакленим утицајима.
Партитура Ламентације је завршена 1930. године, Адријан сазива своје пријатеље и госте и уместо музике исприча причу о свом пакленом уговору.
Цајтблом га повремено посећује и преживљава да би сведочио слому немачких „развратних тријумфа“ док прича причу о свом пријатељу.

## Извори и порекло
Ман је објавио сопствени извештај о настанку романа 1949.  Наслов и теме романа су неодвојиви у немачкој књижевности од његовог највишег драмског израза у Фаусту I и Фаусту II песника Гетеа, и изјављује Манову намеру да се обрати својој теми у светлу тог дубоког, аутентичног истраживања и приказа немачког карактера. 

### Ниче
Путања Леверкунове каријере делимично је заснована на животу Фридриха Ничеа (1844–1900). Од његове наводне контракције од сифилиса до потпуног менталног колапса 1889. када је прогласио Анти-Христа и његове смрти 1900. године, Ничеов живот представља славни пример имитиран у Леверкуну. Ничеово дело Рађање трагедије из музичког духа из 1871. представља тему да је еволуција уметности повезана са дуалношћу аполонских и дионизијских хеленских импулса,  које роман осветљава. Можда „спокојни“ Цајтблом и трагични Леверкун персонификују такву дуалност између импулса ка разумном, контемплативном напретку и оних ка страсти и трагичној судбини, унутар карактера или креативности у контексту немачког друштва.  Ман је написао: „Зајтблом је пародија на мене самог. Адријаново расположење је ближе мом него што би се могло – а требало би – помислити.”

### Водиље
Теодор Адорно је био Манов саветник и подстакао га да преради велике делове књиге. Ман је такође читао поглавља групама позваних пријатеља (метод који је такође користио Кафка) да би тестирао ефекат текста. Припремајући се за рад, Ман је проучавао музикологију и биографије великих композитора укључујући Моцарта, Бетовена, Хектора Берлиоза, Хуга Волфа, Франца Шрекера и Албана Берга. Комуницирао је са живим композиторима, укључујући Игора Стравинског, Арнолда Шенберга и Ханса Ајслера. У 22. поглављу Леверкун развија технику дванаест тонова или систем редова, који је заправо изумео Арнолд Шенберг. Шенберг је живео близу Мана у Лос Анђелесу док је писао роман. Био је веома изнервиран овим присвајањем без његовог пристанка, а каснија издања романа укључивала су и белешку аутора на крају у којој се признаје да је техника Шенбергов изум и да су делови књиге који се баве музичком теоријом у многим детаљима дужни Шенберговом Harmonielehre.  

### Модели за композитора - легенду
Две друге немачке опере тог времена, Доктор Фауст Феруција Бузонија (остављена недовршена 1924.) и Mathis der Maler Паула Хиндемита (о Матији Гриневалду), завршене 1935.  на сличан начин истражују изолацију креативног појединца,  представљајући етичку, духовну и уметничку кризу раног 20. века кроз њихове корене у немачкој протестантској реформацији.

### Имена
У целом делу се лична имена користе алузивно да одражавају путеве немачке културе из њених средњовековних корена. На пример, Цајтбломов отац Волгемут има резонанцију уметника Михаела Волгемута, учитеља Албрехта Дирера. Вендел Кречмар, човек који им буди музичко знање, вероватно наговештава Хермана Кречмара, музичког аналитичара, чији су „Водичи кроз концертну дворану” били веома читани. Име осуђеног детета Непомук, у 19. веку прилично популарно у Аустрији и јужној Немачкој, подсећа на композитора Јохана Непомука Хумела и драмског писца Јохана Нестроја. Одражавајући (контрареформацијски) култ Јована из Непомука, он стога такође евоцира високи рококо, "одјек покрета" у архитектури цркве Светог Јована Непомука браће Асам у Минхену, а вероватно и описе и тумачења тога Хајнриха Велфлина. 
Лик виолинисте Рудија Швердфегера направљен је по узору на Пола Еренберга из Дрездена, Мановог цењеног пријатеља. Али генерално, ликови и имена одражавају филозофију и интелектуалне ставове без намере портрета или имитирања стварних појединаца. Они служе вишеслојној, вишевалентној алузивности Мановог стила да подрже и ојачају симболичку природу његовог дела.

## Адаптације
- У адаптацији романа Франца Зајца из 1982. за западнонемачку телевизију глумио је Јон Фин као Адријан Леверкун.
- Филм Александра Сокурова Фауст (2011) је лабаво заснован и на Мановом роману и на Гетеовој драми. [12]